# Medak (Gospić)
Medak falu Horvátországban Lika-Zengg megyében. Közigazgatásilag Gospićhoz tartozik.

## Fekvése
Gospićtól 15 km-re délkeletre a Likai-mező nyugati szélén, a Gospićot Gračaccal összekötő 50-es számú főút mentén fekszik.

## Története
Területe már a római korban is lakott volt, ezt bizonyítja az itt talált római mérföldkő és a két feliratos szarkofág. Később horvátok települtek erre a vidékre. Medak első írásos említése 1439-ben történt, amikor a Mogorović nemzetség birtoka volt, akiknek váruk állt a településen. 1577-ben már török őrség volt benne és a ribniki nahije egyik igazgatási központja volt. Mercator térképén két Medakot is jelöltek, „Medac” és „Medac Nouo” néven. Pavičić megemlíti, hogy a nemesi falu a várral a Lika jobb partján, a jobbágyok faluja pedig a bal parton volt. Szerinte Medak várát a 612 méteres Velaguša nevű magaslaton kell keresni nem messze a Glamočnica-patak likai torkolatához. Mára a várnak nyoma sem maradt. Mindössze egy 22 méter hosszú délnyugati-északkeleti irányú enyhén ívelt falszakasz található, ahol a honvédő háború idején a JNA parancsnoki harcálláspontja volt kiváló fedezéket nyújtva a támadások ellen. A falu határában egy 693 méteres magaslaton egy másik vár maradványai is találhatók, amelyet a Mercator-térképen jelzett Medac Nouoval azonosítanak. Ennek építője nem ismert és a középkori forrásokban sem szerepel. Mivel először Mercator térképén látható lehet, hogy már a törökök építették. Ezt támasztja alá a török a környék építésű váraihoz hasonló alaprajza is. 1527-ben Medak is török kézre került és a következő negyedszázad folyamán török lakosság települt ide. A török kiűzése után pravoszláv vallású vlachokkal, a mai szerbek őseivel telepítették be, akik 1688-ban felépítették templomukat, amely 1770-ig kolostorként is működött. Ebben az időben Medakon tartózkodott Atanasije Ljubojević pravoszláv püspök, aki az itteni hitéletet irányította. 1696-ban Sebastijan Glavinić zenggi katolikus püspök latin nyelvű feljegyzésében azt írja a faluról, hogy régi vára van, amely a Lika partján áll. A tengerpartról sizmatikus vlachok, vagy rácok jöttek ide. A falu 70 házat számlál. Határa tágas, lóval egy egész nap kell a körüljárásához. Bőséges termékeny földje táplálja az őt művelő lakosokat. Medaknak 1700-ban 110 háza volt, csak sizmatikusok lakták, akiknek saját parókiájuk volt. 1715-ben tíz család települt át a velencei uralom alatt álló Dalmáciába. Danilo Ljubotina püspök idejében 1713 és 1739 között a környező falvakban több templomot is építettek. 1724-ben az addigi medaki fatemplomot kőből falazottra építették át. Amikor 1746-ban átszervezték a katonai határőrvidéket Medak az otocsáni ezred 9. századának parancsnoki székhelye lett. Danijel Jakšić pravoszláv püspök, aki 1751 és 1774 között irányította a görögkeleti egyházat nyári püspöki rezidenciát építtetett ide, ahol ortodox szerzetesek szolgáltak. Ugyanő alapította 1770-ben a medaki hídnál állt szerb népiskolát. Jakšić utóda Petar Petrović adta át a századparancsnok lakhelyéül szolgáló épületet. 1836-ban Medaknak 105 háza és 1057 lakosa volt, közülük mindössze öt római katolikus. A falunak görögkeleti temploma, postahivatala volt, mely annak köszönhető, hogy a Krajinából Dalmáciába menő főút mentén feküdt. 1836-ban Medak vára már romokban állt. 1857-ben 1166, 1910-ben 1424 lakosa volt. A trianoni békeszerződés előtt Lika-Korbava vármegye Gospići járásához tartozott. Ezt követően előbb a Szerb-Horvát-Szlovén Királyság, majd Jugoszlávia része lett. 1941-ben az usztasák megrongálták a templomot, a pópa Milutin Varda Szerbiába menekült. 1991-ben lakosainak 94 százaléka szerb nemzetiségű volt. 1993. szeptember 9. és 17. között a horvátok „Medački džep” (Medaki zseb) fedőnevű akciója során szerb kézen maradt. Az „Oluja” (Vihar) fedőnevű hadművelet során 1995. augusztus 6-án foglalta el a horvát hadsereg. A falunak 2011-ben 64 lakosa volt.

## Lakosság
| Lakosság változása | Lakosság változása | Lakosság változása | Lakosság változása | Lakosság változása | Lakosság változása | Lakosság változása | Lakosság változása | Lakosság változása | Lakosság változása | Lakosság változása | Lakosság változása | Lakosság változása | Lakosság változása | Lakosság változása | Lakosság változása |
| ------------------ | ------------------ | ------------------ | ------------------ | ------------------ | ------------------ | ------------------ | ------------------ | ------------------ | ------------------ | ------------------ | ------------------ | ------------------ | ------------------ | ------------------ | ------------------ |
| 1857               | 1869               | 1880               | 1890               | 1900               | 1910               | 1921               | 1931               | 1948               | 1953               | 1961               | 1971               | 1981               | 1991               | 2001               | 2011               |
| 1.166              | 1.242              | 1.215              | 1.390              | 1.485              | 1.424              | 1.364              | 1.466              | 1.052              | 1.042              | 1.003              | 848                | 663                | 563                | 78                 | 64                 |

## Nevezetességei
- Medak középkori várából mára csupán egy a Velaguša-hegyen található 22 méteres, részben lebontott falszakasz maradt.

- Új-Medak várának romjai a 693 méteres Medak-hegyen találhatók. Egyetlen ismert alaprajzát Ivan Kukuljević készítette a 19. század végén. Központi épülete a hegy tetején álló kerek torony volt, ennek körvonalai ma is jól láthatók. A toronyhoz északról csatlakozott az egykori várpalota. Fennmaradt a belső fal északkeleti szakasza a palota és a torony csatlakozásától a sarokig. Innen a fal derékszögben halad tovább a négyszögletes épületig. A külső védőfal csak nyomaiban látható a hegyoldalban.

- Keresztelő Szent János tiszteletére szentelt szerb pravoszláv temploma[4] 1688-ban épült és 1770-ig kolostorként is működött. A korabeli források szerint egykor a templom közelében forrás fakadt, de ennek mára nyoma nem maradt. 1724-ben a fatemplomot falazottra építették át, majd 1867-ben megújították. 1885-ben az épületet újrafalazták, ekkor építették a parókia épületét is. A II. világháború idején 1941-ben az usztasák megrongálták, de a háború után kijavították. 1990-ben felújították. 1995-ben gránáttalálat érte, majd kifosztották. A templom búcsúnapján Szent János ünnepén a templomnál gyűlnek össze családostól a környező falvak Počitelj, Barlete, Vrebac, Mogorić és Raduč szerb lakói. Énekelnek és a tamburazenére kólót táncolnak. A parókia anyakönyveit 1784-óta vezetik.